# Sumber Mulyo (Jogo Roto)
Sumber Mulyo is een bestuurslaag in het regentschap Jombang van de provincie Oost-Java, Indonesië. Sumber Mulyo telt 10.743 inwoners (volkstelling 2010).